# Свято-Іллінський храм (Пелагіївка)
Свято-Іллінський храм — православний храм у смт Пелагіївка Чистяківської міської громади, Горлівський район, Донецька область.

## Історія
В 1992 році жителі Пелагіївки звернулися до Преосвященному Аліпію, єпископу Донецькому і Слов'янському, за благословенням на організацію громади та будівництво храму на честь пророка Божого Іллі, на що отримали архіпасторское благословення.
У серпні 1995 року рішенням Пелагеївський селищної ради було виділено ділянку землі під будівництво храму на перетині вул. Космонавтів та вул. Державіна. 3 жовтня цього ж року з благословення преосвященнішого Аліпія було здійснено освячення місця будівництва і закладання першого каменю благочинним Сніжнянського округу протоієреєм Анатолієм Желябовскім у співслужінні з духовенством благочиння.
На будівництві спочатку працювали робітники шахти 3-біс за розпорядженням директора цієї шахти В. Свиридова. Матеріали для будівництва надавали колективи шахт «Прогрес», 3-біс, «Лісова», ГЗФ «Червона зірка» за погодженням з генеральним директором ДП «Торезантрацит» В. Бичковим.
2 серпня 1998 відбулася перша літургія в нижньому боковому вівтарі споруджуваного храму. У 1999 році було продовжено будівництво зовнішніх стін верхнього храму силами колективу шахти 3-біс.
У 2000 році у зв'язку зі зміною керівництва «Торезантраціта» була припинена допомогу в будівництві з боку підприємств селища. Але, незважаючи на тяжке фінансове становище будівництво продовжувалося і в 2005 році в основному завершені.1[недоступне посилання з липня 2019]
| Церква (споруда) | Це незавершена стаття про церковну будівлю. Ви можете допомогти проєкту, виправивши або дописавши її. |